# Fidji Simo
Fidji Simo (nacida el 5 de octubre de 1985) es una empresaria franco-estadounidense y directora ejecutiva y presidenta de Instacart.
Antes de Instacart, trabajó durante una década en Facebook, donde fue una de las principales ejecutivas y dirigió Facebook App.
Fue cofundadora de The Metrodora Institute, una clínica de salud e instituto de investigación, y actualmente es presidenta de The Metrodora Foundation.
Forma parte de la junta directiva de OpenAI y Shopify.
Se graduó de HEC Paris y la Universidad de California en Los Ángeles.